# Земо Рене
Земо Рене (груз. ზემო რენე) — село в Грузії.
За даними перепису населення 2014 року в селі проживає 249 осіб.